# Wojna siedmioletnia
     Wielka Brytania, Prusy, Portugalia z sojusznikami
     Francja, Hiszpania, Austria, Rosja, Szwecja z sojusznikami

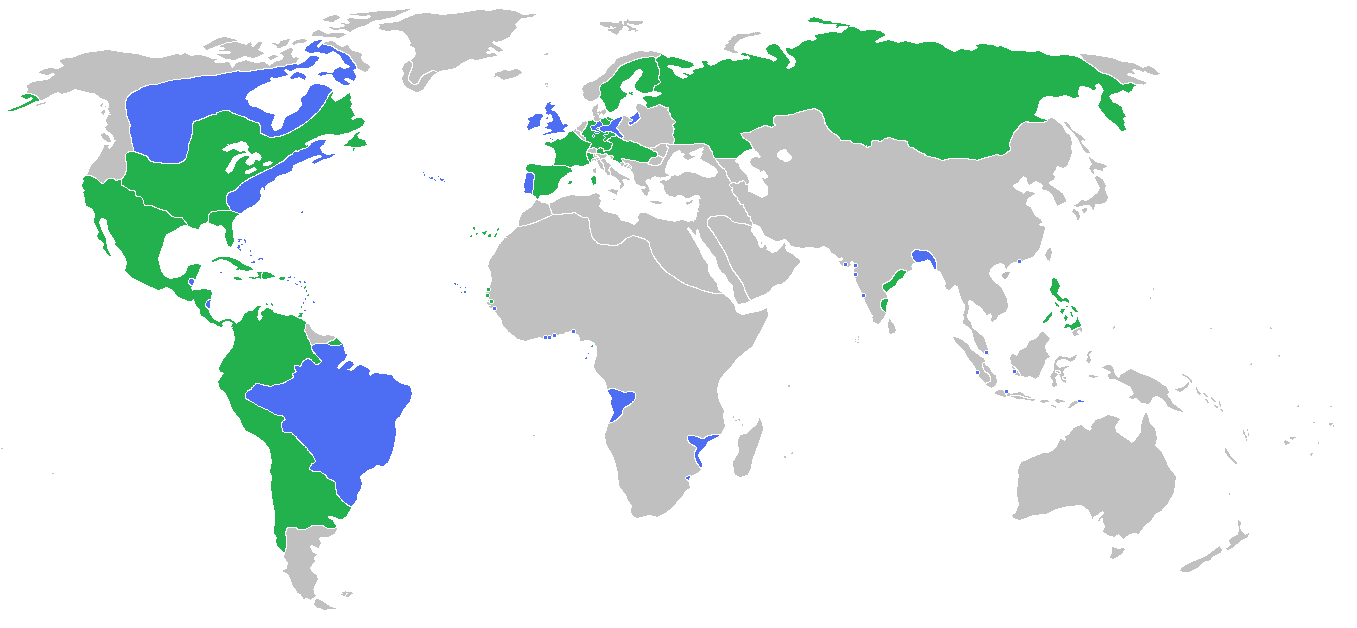
Uczestnicy wojny siedmioletniej:
Wielka Brytania, Prusy, Portugalia z sojusznikami
Francja, Hiszpania, Austria, Rosja, Szwecja z sojusznikami

Wojna siedmioletnia (1756–1763) – wojna pomiędzy Wielką Brytanią, Prusami i Hanowerem a Francją, Austrią, Rosją, Szwecją i Saksonią. Była wojną o zasięgu światowym – walki toczyły się w Europie, Ameryce Północnej, Indiach i na wyspach karaibskich.
W późniejszej fazie konfliktu do wojny przyłączyły się Hiszpania i Portugalia oraz starająca się początkowo zachować neutralność Holandia, której siły zostały zaatakowane w Indiach. Konflikt ten można uznać za wojnę hegemoniczną (uczestniczyła w niej większość ówczesnych mocarstw, stanowiła też decydującą fazę w trwających niemal sto lat zmaganiach francusko-brytyjskich o dominację w Ameryce Północnej i supremację na świecie). Charakteryzowała się oblężeniami i podpaleniami miast, jak i walnymi bitwami w otwartym polu, z zadawanymi wyjątkowo ciężkimi stratami. Według szacunków zginęło w jej czasie od 900 tys. do 1,4 miliona ludzi.

## Przyczyny
bezpośrednie
- najazd i okupacja Saksonii przez króla pruskiego Fryderyka II Wielkiego

pośrednie
- konflikt między Wielką Brytanią i Francją o kolonie w Ameryce Północnej
- sojusze zawarte pomiędzy Francją i Austrią (tzw. odwrócenie przymierzy) oraz pomiędzy Anglią a Prusami
- dążenie Wielkiej Brytanii do osiągnięcia hegemonii w świecie i wyeliminowania Francji jako głównego rywala
- dążenie Austrii do odzyskania Śląska
- wrogość rosyjskiej carycy Elżbiety wobec Królestwa Prus

## Przebieg

### W Europie
Rozpoczęła się 29 sierpnia 1756 wtargnięciem wojsk pruskich pod wodzą Fryderyka II Wielkiego, do Saksonii. Przeciwko Prusom wystąpiła Austria, chcąc odzyskać Śląsk (tzw. III wojna śląska). W 1757 Rosja przystąpiła do wojny – po stronie Austrii i Francji przeciwko Prusom, zajmując Królewiec i ogłaszając przyłączenie Prus (Wschodnich) do Rosji. W sierpniu 1759 w bitwie pod Kunowicami oddziały pruskie zostały pokonane przez koalicję rosyjsko-austriacką. W październiku 1760 roku Berlin był przez kilka dni okupowany przez Austriaków i Rosjan.
W trakcie wojny siedmioletniej Polska, choć była w unii personalnej z Saksonią, zachowała neutralność. Mimo to stała się terenem przemarszu wojsk uczestników konfliktu – głównie rosyjskich, które operując z terytorium Rzeczypospolitej, zajęły tereny od Królewca po Berlin, zagrażając egzystencji królestwa pruskiego w 1762 roku. Wtedy jednak zmarła caryca Elżbieta Piotrowna – śmiertelny wróg króla pruskiego, a jej następca Piotr III, który uwielbiał Fryderyka II, nakazał natychmiastowy odwrót armii rosyjskiej, a nawet przekazał część swojej armii Fryderykowi (tzw. cud domu brandenburskiego). Piotr III został zamordowany po paru miesiącach panowania, a jego miejsce zajęła Katarzyna II (1762–1796). Wkrótce uznała, że ani upadek, ani też zwycięstwo Prus, nie leżą w interesie Rosji i postanowiła wycofać się z wojny. Wojnę zakończyło podpisanie 15 lutego 1763 pokoju w Hubertusburgu (Saksonia), przyznającego Śląsk oraz ziemię kłodzką Prusom.

### W koloniach
W koloniach wojna była rezultatem rywalizacji brytyjsko-francuskiej. Walki między siłami tych krajów rozpoczęły się w 1754 w okolicach rzeki Ohio w Ameryce Północnej. Wielka Brytania wypowiedziała wojnę Francji 15 maja 1756 roku. W trakcie działań wojennych Wielka Brytania odniosła w 1759 dwa wielkie zwycięstwa nad Francją: pod Quebekiem (13 września) i w zatoce Quiberon (20 listopada). Prawdziwym szokiem dla Hiszpanii okazało się zdobycie 13 sierpnia 1762 roku, silnie ufortyfikowanej Hawany.
Wojnę w koloniach zakończył pokój paryski (10 lutego 1763), który był złożoną umową określającą prawa do poszczególnych terytoriów. Przypieczętował on klęskę Francji, która utraciła na rzecz Wielkiej Brytanii część posiadłości zamorskich: m.in. Kanadę i niektóre inne kolonie w Ameryce i Indiach. Francja przestała być liczącym się mocarstwem kolonialnym, zaś dominację na morzach i w koloniach uzyskała Wielka Brytania. Hiszpania utraciła Florydę, w zamian zaś otrzymała od Francji Luizjanę.
Zwycięstwo w wojnie siedmioletniej miało głębokie konsekwencje dla systemu międzynarodowego, gdyż położyło fundament pod opartą na dominacji na morzach i oceanach imperialną hegemonię Wielkiej Brytanii jako ogólnoświatowego imperium na następne 150 lat – Wielka Brytania stała się pierwszą w świecie potęgą kolonialną i handlową – a także pod dominującą pozycję anglosfery w ciągu następnych 250 lat. Również Prusy umocniły swoją pozycję w Europie Środkowo-Wschodniej.